# スターティヴァント・ミル・カンパニー
スターティヴァント・ミル・カンパニー（Sturtevant Mill Company）は、アメリカ合衆国の機械および自動車製造会社。

## 社史
トーマス・L・スターティヴァントが1883年にメイン州で創業した。19世紀の終わにはマサチューセッツ州ボストンにあるドーチェスターに移転した。
1902年と1904年に2台のプロトタイプ自動車が製造された。量産は1905年に始まった。ブランド名はスターティヴァント（Sturtevant）。創業者の息子Laurence H. Sturtevantと創業者の甥で腕のよいエンジニアのT. J. Sturtevantが車両製造事業を推し進めた。車両生産は1907年に終わった。
Sturtevant Inc. はスターティヴァント・ミル・カンパニーの後継企業を自認している。この企業は1920年3月30日に法人化された。1998年にマサチューセッツ州ハノーヴァーに移転した。

## 車両
スターティヴァント車の特殊性はそのトランスミッションにあった。トランスミッションは3速で、オートマチックトランスミッションに似ていた。
1905年には「Six」のみが生産された。この6気筒エンジンの出力は40/45 PSであった。ホイールベースは274 cm。構造はサイドエントランスのトノーであった。
1906年から1907年には、4気筒エンジンを搭載した2つのモデルがあった。「Flying Roadster」の出力は30/35 PS、ホイールベースは240 cmであった。ボディはロードスター型で、2シーターと3シーターがあった。「Auto」のエンジン出力は40/50 PS、ホイールベースは305 cm。オープンボディのツーリングカーは7名が乗車できた。

## モデル概要
| 年        | モデル          | 気筒数 | 出力 (PS) | ホイールベース (cm) | 構造                                     |
| --------- | --------------- | ------ | --------- | ------------------- | ---------------------------------------- |
| 1905      | Six             | 6      | 40/45     | 274                 | サイドエントランス式トノー               |
| 1906–1907 | Flying Roadster | 4      | 30/35     | 249                 | ロードスター（2シーターおよび3シーター） |
| 1906–1907 | Automatic       | 4      | 40/50     | 305                 | ツーリングカー（7シーター）              |